# Volta a Castella i Lleó
La Volta a Castella i Lleó (en castellà Vuelta a Castilla a León) és una competició ciclista per etapes que es disputa des de 1985 a Castella i Lleó, amb una única interrupció el 1990. Entre 1985 i 1988 la prova tingué el format de challenge. De 1986 a 1995 la cursa s'anomenà Trofeu Castella i Lleó i fou a partir de 1996 quan agafà en nom actual. Actualment forma part de l'UCI Europe Tour, amb una categoria 2.1.
En el seu palmarès hi ha ciclistes de la talla com Miguel Indurain, Melcior Mauri, Leonardo Piepoli, Francisco Mancebo, Aleksandr Vinokúrov o Alberto Contador.
Alberto Contador, amb tres victòries, és el ciclista que més vegades l'ha guanyat.

## Palmarès
| Any                     | Vencedor              | Segon                         | Tercer                 |
| Trofeu Castella i Lleó  |                       |                               |                        |
| ----------------------- | --------------------- | ----------------------------- | ---------------------- |
| 1985                    | Jesús Blanco Villar   | Federico Etxabe               | Miquel Àngel Iglesias  |
| 1986                    | Alfonso Gutiérrez     | Carlos Hernández              | Manuel Jorge Domínguez |
| 1987                    | Alfonso Gutiérrez     | Manuel Jorge Domínguez        | Antoni Esparza         |
| 1988                    | Raimund Dietzen       | Federico Echave               | Angel Arroyo           |
| 1989                    | Federico Etxabe       | Peter Hilse                   | Luc Suykerbuyk         |
| 1990. no disputada      |                       |                               |                        |
| 1991                    | José Rodríguez García | Juan Carlos González Salvador | Alfonso Gutiérrez      |
| 1992                    | Assiat Saítov         | Malcolm Elliott               | Àngel Edo              |
| 1993                    | Miguel Induráin       | Abraham Olano                 | Antonio Martín Velasco |
| 1994                    | Melcior Mauri         | Álvaro González de Galdeano   | Nico Emonds            |
| 1995                    | Santiago Blanco       | Aitor Garmendia               | Claus Michael Møller   |
| Volta a Castella i Lleó |                       |                               |                        |
| 1996                    | Andrea Peron          | Udo Bölts                     | Iñigo Cuesta           |
| 1997                    | Ángel Casero          | Laurent Jalabert              | Udo Bölts              |
| 1998                    | Aitor Garmendia       | Ángel Casero                  | Jan Ullrich            |
| 1999                    | Leonardo Piepoli      | Alberto Elli                  | Giuseppe Guerini       |
| 2000                    | Francisco Mancebo     | Aitor Osa                     | Dave Bruylandts        |
| 2001                    | Marcos Serrano        | Levi Leipheimer               | Manuel Beltrán         |
| 2002                    | Juan Miguel Mercado   | Joan Horrach                  | Leonardo Piepoli       |
| 2003                    | Francisco Mancebo     | Denís Ménxov                  | Alex Zülle             |
| 2004                    | Koldo Gil             | David Navas                   | José Ivan Gutiérrez    |
| 2005                    | Carlos García Quesada | Francisco Pérez               | David Blanco           |
| 2006                    | Aleksandr Vinokúrov   | Luis León Sánchez             | José Luis Rubiera      |
| 2007                    | Alberto Contador      | Koldo Gil                     | Juan José Cobo         |
| 2008                    | Alberto Contador      | Juan Mauricio Soler           | Thomas Dekker          |
| 2009                    | Levi Leipheimer       | Alberto Contador              | David Zabriskie        |
| 2010                    | Alberto Contador      | Igor Antón                    | Ezequiel Mosquera      |
| 2011                    | Xavier Tondo          | Bauke Mollema                 | Igor Antón             |
| 2012                    | Javier Moreno Bazán   | Guillaume Levarlet            | Pablo Urtasun          |
| 2013                    | Rubén Plaza           | Francisco Mancebo             | Francesco Lasca        |
| 2014                    | David Belda           | Marcos García                 | Sylwester Szmyd        |
| 2015                    | Pierre Rolland        | Beñat Intxausti               | Igor Antón             |
| 2016                    | Alejandro Valverde    | Pello Bilbao                  | Joni Brandão           |
| 2017                    | Jonathan Hivert       | Jaime Rosón                   | Henrique Casimiro      |
| 2018                    | Rubén Plaza           | Carlos Barbero                | Eduard Prades          |
| 2019                    | Davide Cimolai        | Guillaume Boivin              | Jérôme Cousin          |
| 2020. no disputada      |                       |                               |                        |
| 2021                    | Matis Louvel          | Stefano Oldani                | Mauricio Moreira       |
| 2022                    | Simon Yates           | George Bennett                | Jonathan Lastra        |
| 2023                    | Eduardo Sepúlveda     | Felix Engelhardt              | Alex Molenaar          |
| 2024                    | Caleb Ewan            | Davide Cimolai                | Jenthe Biermans        |
| 2025                    | Haimar Etxeberria     | Jesús Herrada                 | Christian Scaroni      |